# Adamas Labyrinthus
L'Adamas Labyrinthus è una formazione geologica della superficie di Marte.